# دوساننی
دوساننی (Dusanni) یکی از سه پیشوای مهم اتحادیه قبایل ماد و آغازگر قیام قبایل ماد علیه آشوریان.

## خشثریتی رهبر قیام
به احتمال زیاد قیام مادی‌ها در پیرامون نوروز آشوری، سال ۶۷۳ پ. م. وقوع یافت. خشثریتی موفق به جلب یاری مامی تیارشو پیشوای آمادا و دوساننی پیشوای ساپاردا گشت. بدین قرار جنگجویان سه ایالت یکجا به ریاست سه پیشوای متساوی‌الحقون وارد گیرودار جنگ شدند ولی ریاست خشثریتی بلامعارض بود.
چون هر سه پیشوا در زمان واحد وارد عمل شدند و با رهبر اسکیت‌ها ایشپاکای و پیشوای ماننا محتملا آخسری متحد بودند، قیام کنندگان توانستند در آن واحد در چند جبهه پیکار کنند. در همان اوقات اسرحدون آشوری دربارهٔ سرنوشت دیگر قلاعی که در معرض خطر بودند مانند بیت کاربیتو که توسط دوساننی محصور شده بود از هاتف سؤال می‌کردد.

### تأسیس پادشاهی مستقل ماد
به استناد متون موفقیت قیام با رفتن پارتاتوا ناتمام ماند ولی واقع امر بر خلاف این نظر بود و به جرئت می‌توان گفت که قیام در کانون بدوی خود با موفقیت قرین گشت و قدرت آشور در آنجا سرنگون شد.
در یکی از نامه‌های بایگانی سلطنتی آشور نام پادشاهی ماد نیز مانند اورارتو، خوبوشکیه و ماننا به منزله کشوری مستقل مذکور است. در این پادشاهی‌های نوین چه کسی حکومت می‌کرد؟ سرنوشت سه متحد یعنی خشثریتی، مامی‌تیارشو و دوساننی چه بود؟ ارزیابی ویژگی‌های قیام مادی‌ها و تشخیص نقش تاریخی و نتایج آن مربوط به پاسخ این پرسش‌هاست.

### اصالت نژادی سه متحد
خشثریته (کشتریتی) و متحدان وی از لحاظ نژاد و قبیله کی بودند؟ بی‌شک خشثریته نامی ایرانی است ممکن است مامی‌تیارشو پیشوای قبیله ماد نیز اسمی ایرانی باشد و برای نام دوساننی اشتقاق هندواروپایی مناسبی دیده نشده است. ولی از این اشتقاق‌ها نمی‌توان با اطمینان خاطر دربارهٔ تعلق قومی اشخاص مورد نظر، نتیجه گرفت. 
چنانچه پیشتر گفتیم زبان مادی ظاهراً زبان مشترک قبایل بوده و ظهور اسکیت‌ها محتملا وضع زبان مذکور را بیش از پیش استوار ساخت زیرا که تقریباً بدون تردید می‌توان گفت که اسکیت‌ها آن زبان را به آسانی می‌فهمیدند و بنا بر این زبان مادی وسیله‌ای برای تفاهم و معاشرت نیز بود. 

## جنگجویان قبایل
جنگجویان نواحی مختلف ماد و ماننا

تیرانداز
نیزه‌دار
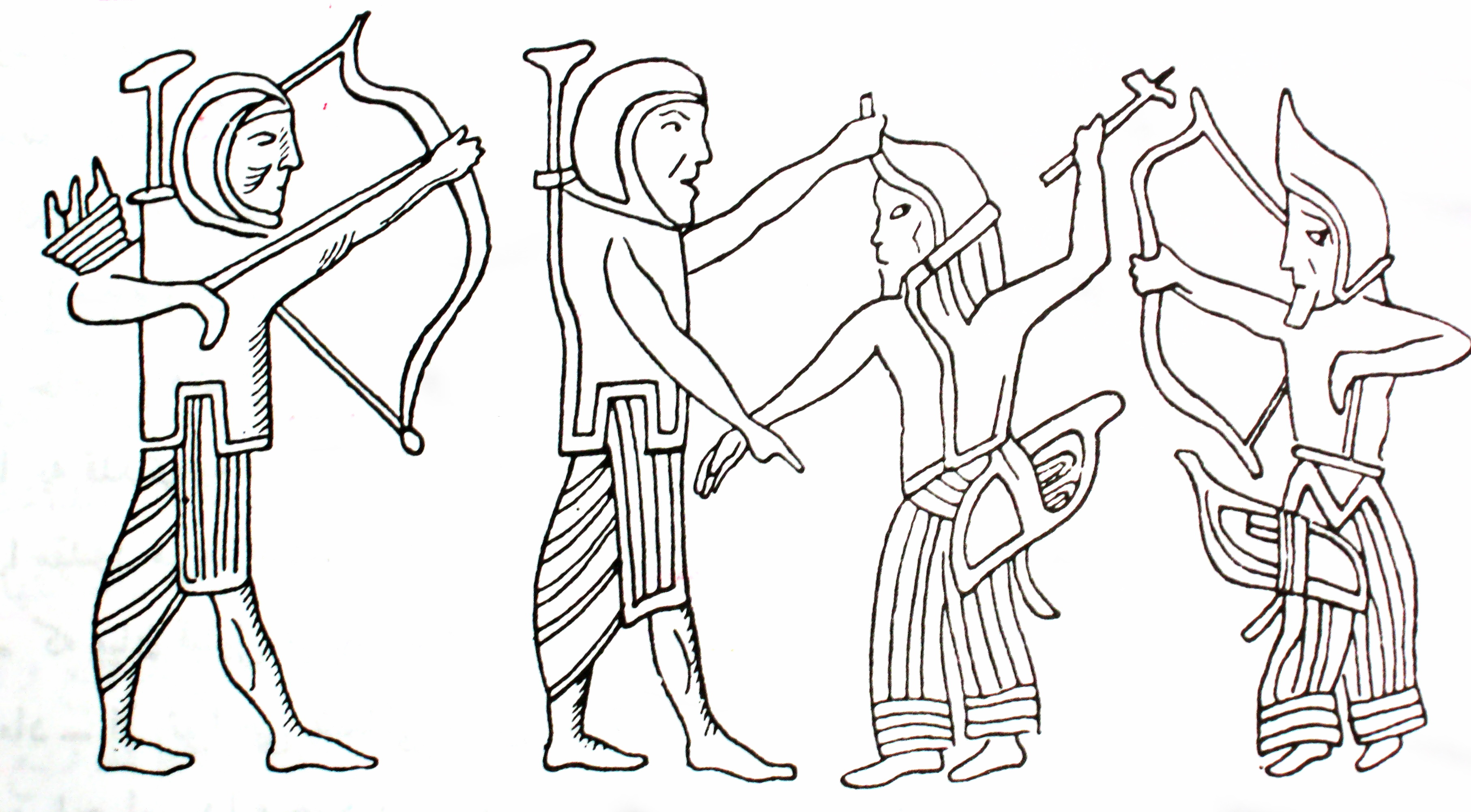
کمان‌ و تبر
نماد دژ